# Château de Castels
Le château de Castels, également appelé château de Putzerburg (en allemand Burg Castels), est un château fort situé à Putz, sur le territoire de la commune grisonne de Luzein, en Suisse.

## Histoire
Si les sources précises sur la construction du château de Castels n'existent plus, il semblerait avoir été, au début du Moyen Âge, une église fortifiée convertie en château féodal au XIIIe siècle. Si le donjon a probablement été construit vers l'an 1200, des extensions ont ensuite été apportées lors des XVIe siècle et XVIIe siècle.
Le premier propriétaire connu des lieux est Ulrich von Aspermont au XIVe siècle. Ses héritiers vendent le château et les annexes en 1338 à Castel Friedrich von Toggenburg et Ulrich von Matsch. Ce dernier en prend possession en 1344. Il reste en possession des familles de Toggenburg et de Matsch jusqu'à la fin du XVe siècle, après être tombé en possession de la Confédération des XIII cantons lors de la guerre de Souabe. Il passe ensuite entre les mains d'une famille autrichienne de Davos.
Centre logistique autrichien au XVIe siècle, le château est assiégé en 1622 par les armées suisses et pris le 25 avril après que son alimentation en eau ait été coupée. Il est repris par les autrichiens en septembre jusqu'à sa destruction partielle en 1649. Depuis cette date, le château, inscrit comme bien culturel d'importance nationale, est en ruine.

## Sources
- (de) Cet article est partiellement ou en totalité issu de l’article de Wikipédia en allemand intitulé « Burg Castels » (voir la liste des auteurs).